# 小行星25331
小行星25331（25331 Berrevoets）是一颗绕太阳运转的小行星，为主小行星带小行星。该小行星于1999年5月19日发现。

## 轨道参数
小行星25331的轨道半长轴为404 910 128 km，2.7066185 UA，离心率为0.214。